# OKR
OKR(Objectives and key results)은 조직의 목표와 그 결과를 정의하고 추적하기 위한 목표 설정 프레임워크이다.

## 개요
OKR은 앤디 그로브(Andrew Grove)가 인텔에서 최고경영자로 재직하며 조직을 관리할 때 사용한 방법론으로부터 시작되었다. 이후 미국의 전설적인 벤처 투자자인 존 도어(John Doerr)가 인텔에서 재직한 경험을 바탕으로 구글에 더 발전된 OKR 모델(3-3-3 원칙, 3개월 단위 목표 3개 핵심결과 3개의 원칙)을 도입하였다.
OKR은 명확히 정의된 목표(Objective, 이하 O로 표기)와 3-5개의 핵심결과(Key Results, 이하 KR로 표기)로 구성되며, 목표 달성을 추적하는 데 사용된다. OKR의 목적은 구체적이고 측정 가능한 행동들을 통해 특정 목표를 성취하는 방법에 대해 정의하기 위함이다. 핵심결과(KR)은 0~100% 척도, 특정 수치 등으로 측정할 수 있어야 한다. 또한 목표(O)는 목표를 달성하고 핵심결과를 진전시키는 데 도움이 되는 주간 스프린트 미팅을 통해 주 단위로 수행되어야 한다.
핵심결과(KR)에 대한 목표 성취율을 70%로 설정하는 것이 좋다. 성취율을 70%로 설정하는 것은 팀/개인이 더 도전적인 목표를 설정할 수 있도록 자극하기 위함이다. 만약 핵심결과(KR)의 성취율이 지속적으로 100%를 기록하고 있다면 해당 목표(O)나 핵심결과(KR)을 재평가하여 좀 더 도전적인 목표로 재설정해야 한다.
대한민국에는 존도어의 okr책이 번역되어 대중적으로 확산되고 있다. 이 후 "OKR파워"등의 책이 국내에서 출간되면서 구체적인 방법론이 소개되었다. 삼성전자, 한국수자원공사, 한화금융그룹, 배달의 민족, 토스 등 초기 도입에 성공한 기업들이 등장하면서 기업의 성과관리 방법론 및 평가 시스템으로 확산하였다. 
대한민국에서는 가인지컨설팅그룹의 okr 컨설팅이 가장 많은 기업에 제공하고 있으며, 이 외에도 레몬베이스, 자인원, 얼라인업, 한국능률협회 등의 다양한 교육 기관 및 소프트웨어 제공 기업들이 있다. 

## 역사
1975년, 인텔의 CEO였던 앤디 그로브(Andy Grove)는 사내 강좌에서 OKR의 개념에 대해 소개하며 이를 “Intel Management by Objects”라고 불렀다. 당시 인텔에서 재직하던 영업사원이었던 존 도어(John Doerr)는 OKR에 대해 처음 알게 되었다.
1999년, 벤처 캐피탈 회사인 Kleiner Perkins에서 재직하던 도어는 그곳에서 당시 신생기업이었던 구글(Google)에 투자하며 OKR을 도입하였다. 구글에서 OKR은 잘 유지되었고, 구글 문화의 중심이 되었다. Doer는 2017년에 <Measure What Matters>라는 제목의 OKR 프레임워크에 관한 책도 출간했다. 이 책에 따르면, 알파벳(Alphabet)의 전 CEO이자 구글의 공동 창업자인 래리 페이지(Larry Page)는 “OKR은 우리를 10배로 성장하도록 이끌었고, 우리는 그것을 여러 번 경험했다”라고 말했다.
구글이 OKR을 통해 성장한 사례를 보고 다른 유명 기업들(LinkedIn, Twitter, Gett, Uber, Microsoft 등)도 이를 적용하여 성과를 내는 중이다.
OKR은 일반적으로 전사적, 팀, 개인 단위로 구성되는데, 이러한 방식 때문에 너무 많은 워터폴 접근 방식이 너무 많이 발생한다는 비판을 받기도 한다. 또한 OKR은 X-Matrix이나 MBO, KPI와 같은 경영 전략 프레임워크와 중복되는 부분도 존재한다.
최근에는 국내에서도 OKR에 대한 관심이 증가하면서 삼성과 한화 등의 대기업들과 토스와 같은 유니콘 기업들이 OKR을 도입하려고 시도하고 있으며, 이에 따라 중소기업 또한 이러한 트렌드를 따라가고 있다. 국내 스타트업과 외국기업, 중소기업에 대해서는 가인지캠퍼스 등 여러 컨설팅 회사를 중심으로 OKR을 도입이 확산되고 있다. 최근에 한국수자원공사의 퀀텀점프 비전이나 K-Water 플랫폼 프로젝트에서 OKR 방법론을 사용하여 다양한 시도를 하고 있고, 한화 그룹의 경우도 3세 경영의 핵심 변화의 앤진으로 OKR 방법론을 도입한 것으로 알려져 있다.

## OKR과 MBO의 비교
OKR은 목표에 집중하고 팀 성과를 높이는 방법으로 기존 MBO 방식의 결점을 보완했다.
자세한 비교 내용은 아래와 같다.
- 운영주기: MBO는 1년 단위로 운영하는 반면 OKR은 3개월 단위로 운영한다.
- Flow: MBO는 상향식(Bottom-up) 흐름을, OKR은 하향식(Top-down)흐름을 보인다.
- Feedback: MBO는 연 3회(목표수립, 중간점검, 결과) 피드백 일정을 갖고, OKR은 주 2회, 월 8회, 분기 24회, 연 100회 이상의 훨씬 많은 피드백을 갖는다.
- 목적: MBO는 목표 달성 자체를 목적으로 갖지만, OKR은 목표 달성뿐만 아니라 달성 과정에서의 성장을 목적으로 삼기 때문에 목표 달성의 중요성이 MBO에 비해 떨어진다.
- 달성 가능성: MBO는 100% 달성을 기본 전제로 하고, 초과 달성 시 추가 보상을 받는다. 반면, OKR은 50~70% 달성률을 적정 수준으로 보며 100% 달성은 쉬운 목표로 여긴다.
- 자세: MBO에서는 목표 달성이 매우 중요하게 여겨지기 때문에 달성하기 쉬운 목표를 설정하고, 구성원들이 소극적으로 행동하는 경향이 있다.
```
             그러나 OKR은 도전적인 자세로 원대한 목표를 갖는 것을 중요하게 생각한다. 이에 따라 어느 정도의 실패도 원칙에서 벗어나지 않는다면 용인해주고 과정에서 얻은 성장을 중요하게 생각한다.
```

- 목표의 성격: MBO는 양적 목표만 강조하는 반면, OKR은 질적목표와 양적목표 모두 포함하는 통합적 목표의 성격을 띈다.
- 목표의 개수: MBO는 보통 5~7개의 목표를 설정하며 목표별로 1~3개의 KPI를 설정한다. 반면 OKR은 원대한 목표 1개와 그에 따른 핵심결과지표 3개를 설정한다.
- 보상과 연계: MBO는 보상과 직결되지만, OKR은 보상과의 연계보다는 성장과 도전적 과제를 더 중시한다.

## OKR의 실제 적용
OKR은 개념 자체는 국내에 많이 알려졌지만 이것을 실제로 적용하고 있는 조직은 많지 않다. OKR을 도입하는데 거쳐야 하는 과정이 결코 간단하지 않기 때문이다. 국내 OKR 관련 도서인 <OKR파워>에서는, OKR을 도입하고 정착시키는 과정을 “OKR 리본 모델”로 정의하며 준비, 실행, 정착의 국면으로 나누어 총 아홉 단계를 설명한다.
OKR 준비 국면
- 1단계(도입목적 설정): OKR을 도입하는 목적을 명확히 설정하기 위한 기간을 갖는다. 먼저 조직의 경영진이 OKR의 목적이 무엇인지 명확히 설명할 수 있도록 만드는 단계이다.
- 2단계(공감대 형성): 조직의 구성원이 OKR을 받아들일 수 있도록 먼저 공감대를 형성하는 단계이다.
- 3단계(지원센터 구축): 조직 내 OKR을 담당하는 유닛을 구축하는 단계이다.
OKR 실행 국면
- 4단계(OKR 제목잡기): 본격적으로 전사, 팀, 개인의 OKR을 설정하는 단계이다.
- 5단계(OKR 실행관리): OKR 수행을 관리하기 위해 12주간 매주 계획을 세우고 실행하고 피드백을 반복하는 단계이다.
- 6단계(OKR 파티): OKR의 한 회기를 마무리하고 성과를 축하하고 격려하고 다음 분기의 OKR을 공유하는 단계이다. 기존의 MBO 방식과는 다르게 순위나 달성도를 지양하고 목표를 달성하는 과정에서 발견한 지식에 더 큰 의미를 둔다.
OKR 정착
- 7단계(성과확산): OKR을 수행하며 얻은 성과가 조직 내외적으로 추가적 기회를 발생시키면서 성과를 확산하는 단계이다.
- 8단계(CFR강화): OKR을 지속할 수 있도록 경영자와 리더에게 커뮤니케이션 스킬인 CFR(Conversation, Feedback, Recognition)을 학습시키는 단계이다.
- 9단계(문화정착): OKR을 여러 번 진행하면서 시키지 않아도 OKR 방식으로 일하는 것을 문화로 받아들이는 단계이다.
<OKR 파워>, OKR 리본 모델
이처럼 OKR을 적용하는 것은 경영자의 의지와 더불어 변화하지 않으려는 구성원들의 저항을 뚫고 적용해야 하기 때문에 전문 경영 컨설팅 기업에 OKR 도입을 의뢰하는 경우가 적지 않다.

## OKR을 적용하고 있는 기업
국내 기업
1. 토스
2. 본느
3. 웅비메디텍
4. 가인지캠퍼스
이 외에도 한국수자원공사, GH공사등의 공기업과 삼성전자, 삼성전기, 엘지유플러스 등의 대기업들이 선도적으로 도입했고, 
신한금융그룹, 한화금융그룹, NH농협, 국민은행 등의 금융권이 선도적으로 도입했다.
배달의 민족이나 화해, 코스메카그룹, DKI그룹 등 다양한 중견기업과 스타트업들에 의해서 확산하고 있다. 이런 기업들에 적극적으로 OKR을 확산하고 있는 기업은 가인지컨설팅그룹인데 이들은 평가주의에서 도전주의로 전환을 미션으로 해서 진행하고 있기 때문에 통상적인 기업의 평가 시스템의 변경을 가져오고 있기도 하다.  
해외 기업
1. Google
2. LinkedIn
3. Amazon
4. Twitter
5. Uber
6. Microsoft
7. Swit

## 같이 보기
- 목표에 의한 관리
- 균형성과표